# Virtus Gruppo Sportivo Bolognese 1921-1922
Questa pagina raccoglie le informazioni riguardanti il Virtus Gruppo Sportivo Bolognese nelle competizioni ufficiali della stagione 1921-1922.

## Rosa
| N. |                   | Ruolo | Calciatore            |
| -- | ----------------- | ----- | --------------------- |
|    | Italia (bandiera) | A     | De Segner             |
|    | Italia (bandiera) | C     | Bezzecchi             |
|    | Italia (bandiera) | C     | Friberti              |
|    | Italia (bandiera) | D     | Giuseppe Giustacchini |
|    | Italia (bandiera) | C     | Maino                 |
|    | Italia (bandiera) | A     | Gottardo Manfredini   |
|    | Italia (bandiera) | A     | Guido Martelli        |

| N. |                   | Ruolo | Calciatore         |
| -- | ----------------- | ----- | ------------------ |
|    | Italia (bandiera) | D     | Montanari          |
|    | Italia (bandiera) | A     | Giuseppe Muzioli   |
|    | Italia (bandiera) | D     | Riccardo Panzacchi |
|    | Italia (bandiera) | P     | Giuseppe Puglioli  |
|    | Italia (bandiera) | C     | Remigio Sartoris   |
|    | Italia (bandiera) | D     | Mario Vannini      |
|    | Italia (bandiera) | D     | Vicini             |